# Паршиков, Геннадий Петрович
Паршиков Геннадий Петрович — глава администрации города Салавата в 2005—2008 гг.

## Биография
Паршиков Г.П. родился 30 июня 1957 года в городе Салавате, мэр города Салавата с 2005 по 2008 год.
Образование: Салаватский индустриальный техникум (1976г)
Уфимский государственный нефтяной технический университет (1984 г.).
С 1980 по 1981 г служил в армии.
Работал электромонтером управления энергоснабжения, мастером электротехнической лаборатории Салаватского нефтехимического комбината.
С 1981 года по 1983 год - электромонтер цеха, старший мастер цеха Салаватского оптико-механического завода.
С 1983 года по 1998 год - главный энергетик, заместитель директора, главный инженер ГУП "Салаватводоканал".
С 1998 года по 2005 год работал директором ГУП "Салаватводоканал".
В 2006 году выбран на должность главы администрации города Салавата.
Будучи в должности главы администрации, входил в состав Совета директоров ОАО "Салаватстекло" и в Совет директоров "Салаватнефтеоргсинтез".
Работал с 2008 по 2010 годы – советником ООО «Предприятие производственно-технологической комплектации» в Москве, с 2011 по 2012 годы – начальником отдела энергосервиса и автоматики ОАО АНК «Башнефть» в г. Уфе, с 2012 по 2013 годы -  Генеральным директором ООО «Октябрьское управление энергообеспечения нефтедобычи» в г. Уфе.
С 2013 года является директором по инвестициям и капитальному строительству «Газпром нефтехим Салават», член Правления.
Женат, имеет трех детей.

## Деятельность на посту главы администрации
За время нахождения Г.Паршикова на посту главы администрации г.Салавата, были введены в эксплуатацию ряд социально-значимых объектов:  Дворец бракосочетания, бассейн Вега, Дом дополнительного образования, два спортивных зала, Дом физкультурника, СКК «Салават», торговый центр на "Колхозном рынке", Гостиный двор. Городские улицы украсились множеством клумб и новых деревьев, на главных перекрестках впервые были установлены светофоры с таймерами. В перспективе так же было строительство крытого бассейна, примыкающего к СКК "Салават", который позже был возведен, но уже после его ухода.
Будучи еще директором ГУП "Салаватводоканал" Паршиков Г.П. сделал это предприятие одним из лучших, конкурентоспособных предприятий России.

## Награды
- Благодарность Госстроя России[4].
- Занесен в энциклопедию лучших людей России